# 史上最大作弊戰爭
《史上最大作弊戰爭》是1996年日本浪漫喜劇片，為東映與富士電視台聯合製作的電影系列《我們的電影系列》（ぼくたちの映画シリーズ）之一，改編自新潮社出版的俊彥原作小說《東京都大學的人們》（東京都大学の人びと），1996年8月10日在東映系電影院上映，由齊藤廣編劇，菅原浩導演，藤木直人、山口達也、安室奈美惠等人領銜主演。台灣上映時發行商為學者有限公司。
本片拍攝地點包括拓殖大學、日本大學、白鷗大學，主場景「日本理科大學」是以東京理科大學為原型。
Avex trax於1996年9月25日發售原聲帶CD，編號為AVCD-11489，全23曲。富士電視台於2001年9月19日發售DVD-Video版，DVD區域碼為2。

## 劇情簡介
日本理科大學的右田教授（升毅飾）任教有機化學，嚴懲在考試時作弊的學生。然而右田一方面剽竊鯰田教授（麿赤兒飾）的研究成果，另一方面收受建築商的賄賂，計劃將校內破舊之學生宿舍「∑宿舍」（シグマハウス）拆除、改建為飯店從中牟利。右田公佈，若∑宿舍至少一位住宿生之期末考成績未達A級，就要拆除∑宿舍。森下由美（安室奈美惠飾）因擔任右田之助手，而知道他的陰謀。眼看「臨時抱佛腳」也來不及，∑宿舍就要面臨被拆的命運，木村見次（山口達也飾）和由美等一批問題學生決定組成作弊聯盟，展開一場護∑宿舍的行動。最後作弊聯盟成功保留∑宿舍，右田教授與建築商質疑作弊；此時，日本理科大學理事會的吉良理事長帶警察來揭發賄賂案，右田教授與建築商被警察逮捕並移送法辦。
作弊聯盟成功保留∑宿舍之後，右田教授被日本理科大學解聘，他任教的有機化學無限期停課；但是，加入作弊聯盟的學生仍被閱卷教授群查出集體作弊，因行為屬實，被校方公告當學期選修的科目全數不及格而留級。最後，見次在教室裡向由美告白，由美決定去幼稚園當老師，他們索性休學、專心戀愛。

## 演員
- 木村見次：山口達也
- 森下由美：安室奈美惠（香港配音：曾秀清）
- 右田教授：升毅
- 珍：由利徹（日语：由利徹）
- 亀井鶴之助：荒木定虎（日语：荒木定虎）
- 中匠：宝井誠明（日语：宝井誠明）
- 利根川翔：葉山力樹
- 江崎忍：藤木直人
- 力丸一道：山本太郎
- 鯰田教授：麿赤兒
- 的中助手：松尾貴史（日语：松尾貴史）
- 小峰助手：徳井優（日语：徳井優）
- 水谷礼子：白島靖代（日语：白島靖代）
- 德田学長：中村嘉葎雄（日语：中村嘉葎雄）
- 吉良理事長：西沢利明（日语：西沢利明）

## 主題歌
- TOKIO「ありがとう…勇気」
- 安室奈美惠「SWEET 19 BLUES」

## 工作人員
- 配給：東映
- 企畫：重村一、久板順一朗
- 執行製作：松下千秋、佐藤信彥、宅間秋史
- 製作人：小林壽夫、小牧次郎、宮澤徹
- 導演：菅原浩
- 副導演：前田哲
- 原作：俊彥
- 編劇：齊藤廣
- 音樂：佐橋俊彥
- 攝影：栢野直樹
- 照明：長田達也
- 美術：山真保
- 裝飾：柴田博英
- 錄音：櫻井敬悟
- 整音：小野寺修
- 編集：冨田功
- 劇照：野上哲夫
- ©1996 富士電視台、東映

## 外部連結
- 富士電視台電影《史上最大作弊戰爭》官方網頁 （页面存档备份，存于）（日語）